# 8431 Haseda
8431 Haseda è un asteroide della fascia principale. Scoperto nel 1997, presenta un'orbita caratterizzata da un semiasse maggiore pari a 2,8061325 UA e da un'eccentricità di 0,0510315, inclinata di 1,59822° rispetto all'eclittica.
L'asteroide è dedicato all'astrofilo giapponese Katsumi Haseda.